# Німба Юнайтед
Футбольний клуб «Німба Юнайтед або просто «Німба Юнайтед» (англ. Nimba United Football Club) — професіональний ліберійський футбольний клуб з міста Саннікеллі.

## Історія
Заснований в 2010 році в місті Саннікеллі, в 2014 році завоював путівка до Прем'єр-ліги Ліберії.
В своєму дебютному сезоні в вищому дивізіоні чемпіонату стає її переможцем, й таким чином став першим клубом з 1963 року не зі столиці держави, Монровії, який став переможцем національного чемпіонату.
На міжнародному рівні клуб дебютував у 2016 році в попередньому раунді Ліги чемпіонів КАФ, в якому поступився камерунському «Уніон» (Дуала).

## Досягнення
- Прем'єр-ліга Ліберії
  -  Чемпіон (1): 2015

- Суперкубок Ліберії
  -  Фіналіст (1): 2015

## Статистика виступів на континентальних турнірах
| Сезон | Турнір             | Раунд      | Клуб        | Вдома | На виїзді | Загалом |
| ----- | ------------------ | ---------- | ----------- | ----- | --------- | ------- |
| 2016  | Ліга чемпіонів КАФ | Попередній | Уніон Дуала | 1-3   | 0-1       | 1-4     |